# Donacoscaptes panalope
Donacoscaptes panalope là một loài bướm đêm trong họ Crambidae.